# Chloé (dj)
Chloé er en electronica-dj, -sangerinde og -producer fra Frankrig.